# Tephrosia semiglabra
Tephrosia semiglabra là một loài thực vật có hoa trong họ Đậu. Loài này được Sond. miêu tả khoa học đầu tiên.